# Рохваргер, Ефим Лазаревич
Ефим Лазаревич Рохваргер (1904—1979) — советский инженер-технолог. Лауреат Сталинской премии (1951) и Государственной премии СССР (1972).

## Биография
Ефим Рохваргер родился в 1904 году. Окончив Киевский политехнический институт в 1930 году, до 1932 года работал на Краматорском цементном заводе. В 1932—1934 годах работал на Московском известково-цементном заводе. В 1934—1940 и 1945—1953 годах главный инженер Московского городского Управления промышленности стройматериалов и стройдеталей. В 1941—1945 годах — заместитель наркома промышленности стройматериалов РСФСР. С 1953 года — заместитель директора Государственного научно-исследовательского института строительной керамики.
В 1931 году вступил в КПСС. В 1950 году избирался депутатом Московского городского совета. В 1957 году защитил диссертацию на соискание учёной степени кандидата технических наук на тему «Исследование совмещённой сушки и помола глины в шахтной мельнице».
Умер в 1979 году в Москве. Похоронен на Введенском кладбище (участок 7).

## Награды
- Сталинская премия третьей степени (1951) — за разработку и осуществление индустриальных методов строительства многоэтажных жилых домов в Москве[5]
- Государственная премия СССР (1972) — за научно-техническую разработку новых технологических процессов, создание и внедрение поточно-автоматизированных конвейерных линий производства керамических плиток[1]
- орден Трудового Красного Знамени (1947) — за успешную работу по осуществлению генерального плана реконструкции города Москвы[6]

## Сочинения
- Реконструкция кирпичной промышленности города Москвы и Московской области. М., 1950;
- Совмещенный помол и сушка глины в шахтной мельнице. М., 1958;
- Производство изделий строительной керамики: Состояние и перспективы развития. М., 1962  (редактор);
- Основные направления механизации и автоматизации в промышленности строительной керамики. М., 1966;
- О научно-исследовательских и экспериментальных работах в промышленности строительной керамики. М., 1969;
- Новые составы глазурей для производства керамических плиток, санитарно-строительных изделий и фарфоро-фаянсовой посуды, М., 1973 (редактор);
- Справочник по строительной керамике. 4 тома, М., 1976 (редактор);
- Новая технология керамических плиток, М., 1977 (соавтор).